# Roxana Anghel
Roxana Anghel (født 1. januar 1998) er en rumænsk roer .
Hun repræsenterede Rumænien ved sommer-OL 2020 i Tokyo , hvor hun blev nummer 9 i firere uden styrmand.
Under sommer-OL 2024 i Paris vandt hun guld og sølv.